# Франсуа Белло
Франсуа́ Белло́ (народився 8 лютого 1954 року в Рошфор, Бельгія) — бельгійський політик, член партії «Реформаторський рух» (МР). Він був федеральним міністром з питань мобільності та транспорту у тимчасовому уряді Вільмеса з 17 квітня 2016 року по 1 жовтня 2020 року.

## Біографія
Франсуа Белло народився 8 лютого 1954 року в Бельгії. Він закінчив французьку школу управління, має диплом політолога. За фахом інженер-будівельник, комерційний інженер. Белло прийшов у політику в 1982 році за порадою Жана Голя. Спочатку він був членом Ради громадського порядку в Рошфорті. У 1995 році Франсуа обійняв посаду мера в тому ж муніципалітеті, в якому працює і тепер (за винятком періоду з 1998 по 2001 рік, коли був членом провінційного коледжу в провінції Намюр). У 2000 році Франсуа Белло був обраний до Палати депутатів, де знаходився до 2010 році, коли став сенатором. На регіональних виборах 25 травня 2014 року був обраний до парламенту Валлонії та парламенту французької громади.

## Кар'єра
- Місто Рошфор
  - Радник CPAS Рошфор (1982—1988)
  - Міський радник (1989—1994)
  - Мер міста Рошфор (1995—1998, з 2001)[1]
- Провінція Намюр
  - Провінційний радник (1995—1997)
  - Постійний заступник, відповідальний за фінанси (1998—2000)
- Федеральний представник (19 грудня 2000 — червень 2010)
  - Член Комітету з питань інфраструктури та публічних компаній (2000—2010)
  - Голова Комітету з питань інфраструктури та державних підприємств (2007—2010)
  - Голова Спеціального комітету залізничної безпеки після аварії на поїзді в Буйзінгені (2009)
  - Доповідач Спеціального комітету з фінансової кризи 2008 року
  - Член Моніторингового комітету військових операцій за кордоном
  - Комісар слідчого комітету з питань банкрутства Сабени
- Сенатор (червень 2010—2014)
  - Голова групи MR (2010—2012)
- МП Валлонії (2014—2016)
  - Голова Комітету з питань сільського господарства, туризму та спортивної інфраструктури
- Депутат від французької громади (2014—2016)
  - Член Комітету з питань вищої освіти та ЗМІ
- Президент комісії «Сільське життя» Спілки міст і муніципалітетів
- Федеральний міністр з питань мобільності та транспорту в уряді Мішеля та уряді Вільмеса (2016—2020)

## Нагороди
- Кавалер ордена Леопольда з 6 червня 2010 року
- Отримувач Громадянської відзнаки з 6 лютого 2008 р.[2]
- Кавалер ордена Леопольда II з 29 квітня 2004 року